# Energijos skirstymo operatorius
AB Energijos skirstymo operatorius (ESO) ist ein litauisches Energieunternehmen. Es entstand am 11. Dezember 2015 durch die Fusion des nationalen Energieversorgers LESTO und des Gasversorgers Lietuvos dujos. Das Vermögerugträgt 1 Mrd. Euro.  2016  erreichte das Unternehmen einen Umsatz von 650,1 Mio. Euro (geplant waren 700 Mio. Euro) und den Gewinn von  92,5 Mio. Euro. 2016 beschäftigte es 2750 Mitarbeiter. 2017 investierte es  226,2 Mio. Euro.
Der Sitz der Aktiengesellschaft befindet sich in Naujamiestis, Vilnius.